# 山形石雄
山形石雄（1982年—）是一位日本輕小說作家。日本神奈川縣出生。日本東海大學文學部文學科畢業。
2005年大學時代時，以《戰鬥司書與戀愛爆彈》獲得日本第4回Super Dash小說新人獎大賞。 2008年3月、由篠原九執筆漫畫化，在ウルトラジャンプエッグ上連載。

## 簡介
13歲就開始寫小說。

## 作品

### Super Dash 文庫
兩系列之繁體中文版，皆由青文出版社出版。
戰鬥司書系列
- 戰鬥司書與戀愛爆彈（2007/04/25）ISBN 9789861568942
- 戰鬥司書與雷之愚者（2007/07/20）ISBN 9789861569475
- 戰鬥司書與黒蟻迷宮（2007/10/03）ISBN 9789861569819
- 戰鬥司書與神之石劍（2007/11/01）ISBN 9789862090961
- 戰鬥司書與追想魔女（2008/03/26）ISBN 9789862093252
- 戰鬥司書與草繩公主（2009/01/21）ISBN 9789862095300
- 戰鬥司書與虛言者之宴（2009/04/25）ISBN 9789862098165
- 戰鬥司書與終章猛獸（2009/07/23）ISBN 9789862099223
- 戰鬥司書與絕望魔王（2009/11/17）ISBN 9789862560655
- 戰鬥司書與世界之力（2010/07/20）ISBN 9789862564028

六花的勇者
- 六花的勇者1 （2013/01/19）ISBN 9789863104681
- 六花的勇者2 （2013/03/14）ISBN 9789863105626
- 六花的勇者3 （2013/08/16）ISBN 9789863106807
- 六花的勇者4 （2014/02/06）ISBN 9789863109310
- 六花的勇者5 （2015/04/22）ISBN 9789863562221
- 六花的勇者6  (2016/03/01) ISBN 9789863563167